# Fiction Factory
Fiction Factory var en New wave/synthgrupp bildad 1982 i Perth, Skottland. 
Bandet bildades efter att Kevin Patterson (sång), Chic Medley (gitarr) och Eddie Jordan (keyboards) lämnat ska-popbandet RB's (ursprungligen The Rude Boys). Gruppnamnet Fiction Factory togs som en beskrivning av deras situation att skriva drömska låtar på löpande band, som en fabrik. Bandet kompletterades med Graham McGregor (elbas) och Mike Ogletree (trummor, f.d. Simple Minds och Café Jacques). Gruppen fick 1984 en stor singelhit med låten "(Feels Like) Heaven" från debutalbumet Throw the Warped Wheel Out. Gruppens syntbaserade sound placerade dem rätt i tiden bland en rad liknande brittiska band, men "(Feels Like) Heaven" blev Fiction Factorys enda större framgång. 1987 splittrades bandet efter att det andra albumet Another Story (1985) floppat.
Bandet återförenades tillfälligt 2007 och för Rewind Festival 2011, med de ursprungliga medlemmarna Kevin Patterson, Chic Medley, Graham McGregor och Eddie Jordan.

## Gruppmedlemmar
- Kevin Patterson (född 5 mars 1960) - sång (1983-1987),(2011)
- Chic (Charles) Medley (född 4 november 1958) - gitarr (1983-1987),(2011)
- Graham McGregor - bas (1984-1987),(2011)
- Ian Heasman - bas (1983)
- Eddie (Edward) Jordan (född 14 mars 1958) - keyboard (1983),(2011)
- Mike Ogletree - trummor och slagverk (1984-1987)
- Grant Taylor - trumpet (1984) (spelade på deras första album)
- Paul Wishart - (1985-1987) (spelade på deras andra album)
- Graham Weir - trumpet (1985) (spelade deras andra album)
- James Locke - trummor och slagverk (1985-1987) (spelade på deras andra album)
- Pim Jones - gitarr (1985) (2:e gitarr på deras andra album)

## Diskografi
- Throw the Warped Wheel Out (1984)
- Another Story (1985)

## Liknande band
- A-ha
- China Crisis
- The Cars
- Korgis